# Waldhere
Pour le poème, voir Waldere.
Waldhere ou Wealdheri est un prélat anglo-saxon de la fin du VIIe siècle. Il est sacré évêque de Londres en 693 et meurt entre 705 et 716.

## Biographie
D'après l'Histoire ecclésiastique du peuple anglais de Bède le Vénérable, c'est Waldhere qui accède à la requête du roi d'Essex Sæbbi lorsque celui-ci souhaite abdiquer pour entrer dans les ordres, en 694. Il est également présent au chevet de l'ancien roi sur son lit de mort.
Waldhere apparaît comme bénéficiaire de plusieurs chartes, une du roi Æthelred de Mercie (S 1783) et une autre de l'évêque de Hereford Tyrhtil, confirmée par Cenred de Mercie et Sigeheard d'Essex (S 1785). On connaît également une lettre de sa main, adressée à l'archevêque de Cantorbéry Berhtwald vers 704-705, où il décrit les relations difficiles entre Ine de Wessex et les rois d'Essex Sigeheard et Swæfred.